# Villatuerta
Villatuerta ist ein Dorf am Jakobsweg Camino Francés im spanischsprachigen Teil der Autonomen Gemeinschaft Navarra in Spanien.
Villatuerta liegt am Río Iranzu, der es in ein unteres und oberes Dorf teilt. Das obere Dorf ist der ältere Teil, hier befinden sich die Pfarrkirche, das Rathaus und der alte Frontón. Im unteren Dorf gibt es neben Geschäften die Schule, Sporteinrichtungen, ein Gesundheitszentrum, die Apotheke und die Bankfiliale des Ortes. Der jüngste Teil Villatuertas sind die neuen Wohngebiete, die zwischen dem Oberdorf und der Landstraße Estella–Tafalla gebaut wurden.

## Benennung
Der Name des Ortes ist römischen Ursprungs (vilatorta) und leitet sich ab von lateinisch tortus = verdreht, krumm.
Man geht davon aus, dass die Römer einen schon vorhandenen Ort entsprechend seiner geografischen Gestalt neu bezeichnet haben. Bei der Bevölkerung dürfte es sich entsprechend der umliegenden Ansiedlung um Basken gehandelt haben. Möglicherweise hieß das Dorf Arandibarren (barren = innen), weil der nahegelegene Ort Arandigoyen ein abgrenzendes Attribut (goyen = Ober-) enthält, so dass es wahrscheinlich zwei zu unterscheidende Orte dieses Namens gab.

## Geschichte
Als Zeugnis der römischen Periode fand man bei Ausgrabungen im Gemeindegebiet einen Grabstein mit der Inschrift "Octavia Prudentis filia annorum XXX" (Tochter des Prudens, 30 Jahre alt) und die Abbildung eines Jägers mit zwei Hirschen, der sich heute im Museo de Navarra in Pamplona befindet.
Bis Ende des 10. Jahrhunderts gibt es keine weiteren Zeugnisse. Zwischen 971 und 979 gestaltete ein gewisser Belenceres ein Lápida genanntes Steinmal, das an die Einweihung der heutigen Ermita de San Miguel erinnert. Zur damaligen Zeit war sie Kirche des Benediktinerklosters in der sogenannten Cuesta del Moro, gut einen halben Kilometer vom Dorf entfernt. Die Lápida befindet sich heute ebenfalls im Museo de Navarra in Pamplona.
Im Jahr 1020 wurde San Veremundo, Abt des Klosters von Irache, hier geboren und es gab hier die Jaureguizar (adlige Vorfahren des Heiligen). Später werden auch noch andere adlige Familien und Grundherren erwähnt: García López de Aranzadi (11. Jahrhundert), die Sancho Hermenodes (12. Jahrhundert), die Auberna (14. Jahrhundert), die Izcue, der Marqués de Narro und Doña Sancha neben weiteren. 1054 schlug König Sancho IV. das Kloster San Miguel de Villatuerta dem Leyre zu.
Ab 1085, dem Jahr, in dem die Jungfrau von Puy in Estella erschienen sein soll, nahmen die Jakobspilger hier einen neuen Weg: Anstatt über Noveleta und Kloster Zarapúz zum Kloster von Irache zu ziehen, gingen sie über Cuesta del Moro nach Puy, dem Erscheinungsort über dem von Sancho Ramírez fünf Jahre später gegründeten Estella.
Villatuerta mangelte es bis 1200 an einem Rückzugsort wie einer Burg oder einem Verteidigungsturm, die Einwohner versuchten sich durch Flucht in unterirdische Gänge zu schützen, von denen es versteckt noch immer einige gibt. Im 13. und 14. Jahrhundert errichtete man einen Verteidigungsturm, der 1378 bei der Brandschatzung des Ortes durch die kastilischen Truppen teilweise wieder zerstört wurde.
1342 kauften Philipp der Edle und Königin Juana das Dorf von seinem Grundherrn Sancho Sánchiz de Medrano, bis 1630 erfuhr es weitere Besitzwechsel.
Weil Villatuerta bis ins Mittelalter ohne Schutzanlagen war, wurde es in fast allen Kriegen auf diesem Gebiet in Mitleidenschaft gezogen, durch den Krieg gegen Kastilien verringerte sich die Zahl der Familien von 80 auf 23, auch im Unabhängigkeitskrieg gegen das napoleonische Frankreich und in den Karlistenkriegen hatte das Dorf Opfer zu beklagen, letztere forderten mindestens 23 Menschenleben.
1839, mit der Säkularisation mussten die Benediktiner Irache verlassen. Die Reliquien San Veremundos wurden nach Ayegui überführt. Villatuerta und Arellano ließen sie ein weiteres Mal überführen und trafen 1841 die Übereinkunft, die Urne derart gemeinsam zu beherbergen, dass jedes der beiden Dörfer die Urne jeweils fünf Jahre behält.
In den letzten Jahren hat sich der Ort wesentlich gewandelt. Einerseits verschob sich die ökonomische Grundlage von der Landwirtschaft zur Industrie, anderseits gehört Villatuerta durch die verbesserte Verkehrsanbindung jetzt zum direkten Einzugsbereich Estellas, was sich deutlich an der Entwicklung der Bevölkerungszahlen ablesen lässt.
Partnerstadt in Frankreich ist La Bastide-Clairence in Aquitanien.

## Sehenswürdigkeiten

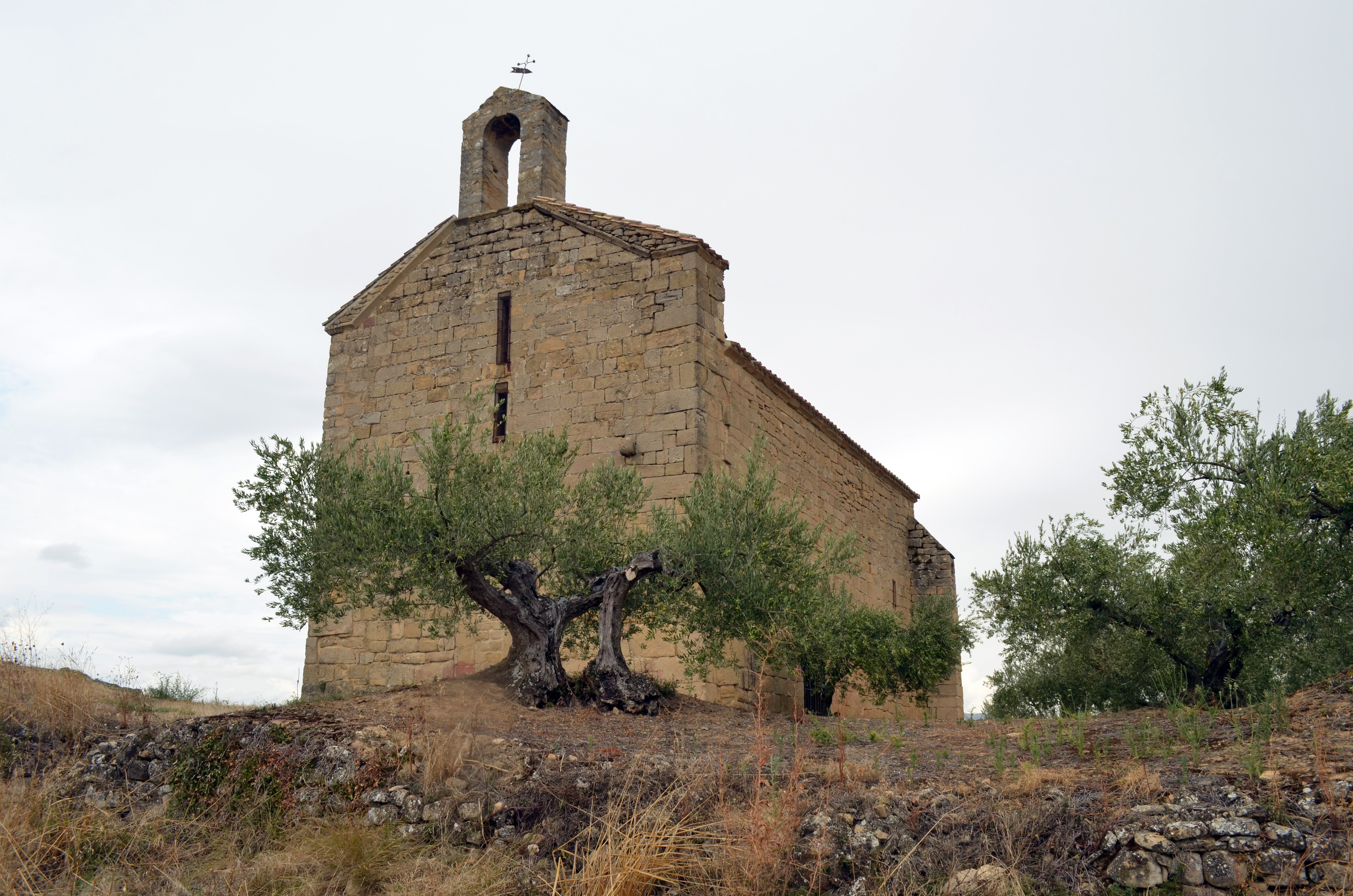
Ermita de San Miguel Arcángel

- Pfarrkirche Iglesia de la Anunciación de Nuestra Señora (Mariä Verkündigung). Im 13. Jh. im spätromanischen Stil errichtet, 1378 von kastilischen Truppen zerstört und im gotischen Stil wiederaufgebaut. Das Hauptretabel stammt aus dem 17. Jh. und wurde von Pedro Izquierdo und Juan Imberto III geschaffen. Bis zur Fertigstellung der Kirche nahm die Gemeinde in Ermangelung eines eigenen Kultortes am Gottesdienst in der Klosterkirche teil.
- Ermita de San Miguel Arcángel (Erzengel Michael), Rest des ehemaligen Klosters, das auf das Jahr 1062 zurückgeht. Die ikonografisch wichtigen Sandsteinreliefs werden heute im Museo de Navarra, Pamplona, aufbewahrt.
- Kreuzstock an der Kreuzung der Wege nach Grocin und Arandigoyen. Es scheint, dass es nahe der Kreuzung eine dem Heiligen Markus geweihte Einsiedelei gab.
- Ermita de San Román (calle San Veremundo), in Restaurierung, soll später als Kulturzentrum genutzt werden.
- mittelalterliche Brücke mit zwei angespitzten Rundbögen.

## Sport und Freizeit
Es gibt zwei Sportvereine in Villatuerta. Im Club Ciclista Ondalán (Radsport) und im Club Deportivo Ondalán trainieren Mannschaften verschiedener Altersgruppen.
Als Trainingsorte werden dazu ein Rasenplatz genutzt, sowie eine Sporthalle, die außerdem für verschiedene Spielarten des Pelota genutzt wird. Weiterhin gibt es ein Freibad, das in der Regel vom 1. Juni bis 15. September geöffnet ist.

## Fiestas
- Das Patronatsfest wird am 15. August zu Ehren Mariä gefeiert. Es beginnt meist am 14. August und endet am 18. August wie in Pamplona mit dem gemeinsam gesungenen „Pobre de mí“.
- Das Fest zu Ehren San Veremundos feiert das Dorf am 8. März. Dieses Datum ist dort sprichwörtlich: „Mientras el mundo sea mundo, el 8 de marzo San Veremundo“ (Mag die Welt sein, was sie sei, am 8. März (feiern wir) San Veremundo.)

## Söhne und Töchter des Ortes
- Veremundo, Heiliger, * 1020, † 1092, auch das nahegelegene Arellano betrachtet sich als Geburtsort. Zwischen 1056 und 1093 war er Abt des Klosters Irache. In dieser Zeit erreichte das Kloster seinen größten Glanz, während die angeschlossene Pilgerherberge das Kloster zum unverzichtbaren Halt aller Jakobspilger machte.